# 張才
張 才（ちょう さい、? - 349年）は、五胡十六国時代後趙の人物。匈奴烏譚種の出身。『太平御覧』には張材支とも記載される。

## 生涯
囲碁などの盤上遊戯や、蹴鞠・闘鶏など諸々の芸に長じていた。身長は8尺あり、酒を1石以上飲んでも乱れなかったという。
後趙に仕え、殿中将軍・冀州刺史を歴任した。
349年11月、義陽王石鑑が帝位に即いたが、実権は石閔・李農に掌握されており、傀儡政権に過ぎなかった。
12月、石閔らの専横を恐れた石鑑は、張才・楽平王石苞・中書令李松に暗殺を命じた。張才らはこれに応じ、琨華殿にいる石閔らへ夜襲を掛けたが、失敗してしまった。これにより宮中は大混乱に陥り、石鑑は石閔らの報復を大いに恐れ、この件に一切関係ないかのように振る舞い、張才らを反逆者として弾劾した。その為、張才はその夜のうちに西中華門において処刑された。